# Шмукер, Франтишек
Франтише́к Шму́кер (словац. František Schmucker; 28 января 1940[…], Яровце — 15 июля 2004, Острава) — чехословацкий футболист, игравший на позиции вратаря. В составе сборной Чехословакии серебряный призёр чемпионата мира по футболу 1962 года и Олимпийских игр 1964 года.

## Биография

### Клубная карьера
Шмукер начал профессиональную карьеру в клубе «Зброёвка», в составе которого играл в течение семи сезонов. В 1965 году перешёл в остравский «Баник», в котором прошла вся его остальная карьера. В составе «Баника» Шмукер играл в течение 14 сезонов, выиграв в 1976 году чемпионат страны и два Кубка Чехословакии в 1973 и 1978 годах.
Всего в чемпионате Чехословакии сыграл 300 матчей, 99 из которых были «сухими» (без пропущенных голов).

### Карьера в сборной
В составе сборной Чехословакии был одним из трёх вратарей в заявке сборной на чемпионате мира по футболу 1962 года, но на турнире не играл. По итогам чемпионата мира сборная Чехословакии завоевала серебряные медали.
Спустя два года, на Олимпийских играх в Токио стал основным вратарём сборной, которая завоевала серебряные медали.

### Тренерская карьера
По окончании карьеры работал тренером вратарей в остравском «Банике».

### Смерть
Скончался 15 июля 2004 года в Остраве в возрасте 64 лет.

## Достижения
«Баник» (Острава)
- Чемпион Чехословакии (1): 1975/76
- Обладатель Кубка Чехословакии (1): 1972/73, 1977/78

 Чехословакия
- Серебряный призёр чемпионата мира (1): 1962
- Серебряный призёр Олимпийских игр (1): 1964